# Blancpain Endurance Series 2013
Die Blancpain Endurance Series 2013 war die dritte Saison der Blancpain Endurance Series. Die von der SRO Motorsports Group ausgetragene Serie bestand 2013 aus fünf Rennwochenenden. Der Saisonhöhepunkt war das 24-Stunden-Rennen von Spa-Francorchamps, welches ebenfalls in die Wertung der Meisterschaft einging.

## Rennkalender
Die SRO veröffentlichte die Strecken und Termine für die fünf Wertungsläufe der Saison 2013 im Juli 2012. Die Reihenfolge und die Terminierung der Rennwochenenden wurde aus dem Vorjahr übernommen. Lediglich die Veranstaltung auf dem Circuito de Navarra wurde nach zwei Jahren in Folge nicht mehr fortgeführt.
| Nr. | Datum         | Rennstrecke       | Sieger Pro                                      | Sieger Pro-Am                                           | Sieger Gentlemen’s Trophy                                              |
| --- | ------------- | ----------------- | ----------------------------------------------- | ------------------------------------------------------- | ---------------------------------------------------------------------- |
| 01  | 14. April     | Monza             | Cesar Ramos Davide Rigon Daniel Zampieri        | Andrea Bertolini Niek Hommerson Louis Machiels          | Jean-Luc Beaubélique Jean-Luc Blanchemain Patrice Goueslard            |
| 02  | 2. Juni       | Silverstone       | Frédéric Makowiecki Stefan Mücke Darren Turner  | Alex Buncombe Lucas Ordonez Peter Pyzera                | Ahmad Al Harthy Miroslav Konôpka                                       |
| 03  | 30. Juni      | Le Castellet      | Yelmer Buurman Bas Leinders Maxime Martin       | David Dermont Frédéric Vervisch                         | Jean-Luc Beaubélique Jean-Luc Blanchemain Patrice Goueslard            |
| 04  | 28. Juli      | Spa-Francorchamps | Maximilian Buhk Maximilian Götz Bernd Schneider | Duncan Cameron Matt Griffin Alex Mortimer Toni Vilander | Jean-Luc Beaubélique Jean-Luc Blanchemain Patrice Goueslard Fred Bouvy |
| 05  | 22. September | Nürburgring       | Maximilian Buhk Maximilian Götz Bernd Schneider | Kirill Ladygin Victor Shaitar Anton Ladygin             | Bruce Lorgeré-Roux Justino Azcarate Éric Cayrolle                      |

## Meisterschaftsergebnisse

### Punktesystem
Meisterschaftspunkte wurden für die ersten zehn Plätze in jedem Meisterschaftsrennen vergeben. Die Teilnehmer mussten 75 % der Renndistanz des Siegerautos absolvieren, um klassifiziert zu werden und Punkte zu sammeln. Einzelne Fahrer mussten mindestens 25 Minuten teilnehmen, um in einem Rennen Meisterschaftspunkte zu sammeln.

### 3-Stunden-Meisterschaftsrennen
| Platz  | 1. | 2. | 3. | 4. | 5. | 6. | 7. | 8. | 9. | 10. |
| Punkte | 25 | 18 | 15 | 12 | 10 | 8  | 6  | 4  | 2  | 1   |

### 24-Stunden-Rennen von Spa-Francorchamps
Punkte wurden nach sechs Stunden, nach zwölf Stunden und im Ziel vergeben.
| Platz              | 1. | 2. | 3. | 4. | 5. | 6. | 7. | 8. | 9. | 10. |
| Punkte nach 6/12 h | 12 | 9  | 7  | 6  | 5  | 4  | 3  | 2  | 1  | 0   |
| Punkte nach 24 h   | 25 | 18 | 15 | 12 | 10 | 8  | 6  | 4  | 2  | 1   |

### 1000-km-Rennen auf dem Nürburgring
| Platz  | 1. | 2. | 3. | 4. | 5. | 6. | 7. | 8. | 9. | 10. |
| Punkte | 33 | 24 | 19 | 15 | 12 | 9  | 6  | 4  | 2  | 1   |

### Fahrerwertung

#### Pro-Wertung
| Pos. | Fahrer           | Punkte |
| ---- | ---------------- | ------ |
| 1.   | Maximilian Buhk  | 81     |
| 2.   | Maximilian Götz  | 71     |
| 2.   | Bernd Schneider  | 71     |
| 3.   | Yelmer Buurman   | 71     |
| 3.   | Bas Leinders     | 71     |
| 3.   | Maxime Martin    | 71     |
| 4.   | Cesar Ramos      | 50     |
| 4.   | Davide Rigon     | 50     |
| 4.   | Daniel Zampieri  | 50     |
| 5.   | Christopher Mies | 48     |
| 5.   | Frank Stippler   | 48     |
| 6.   | Antoine Leclerc  | 41     |
| 6.   | Mike Parisy      | 41     |
| 6.   | Andy Souček      | 41     |

| Pos. | Fahrer              | Punkte |
| ---- | ------------------- | ------ |
| 7.   | Marc Lieb           | 39     |
| 7.   | Richard Lietz       | 39     |
| 7.   | Patrick Pilet       | 39     |
| 7.   | Peter Dumbreck      | 39     |
| 7.   | Steven Kane         | 39     |
| 8.   | Nicky Catsburg      | 31     |
| 8.   | Henri Moser         | 31     |
| 8.   | Markus Palttala     | 31     |
| 9.   | Lucas Luhr          | 27     |
| 10.  | Frédéric Makowiecki | 25     |
| 10.  | Stefan Mücke        | 25     |
| 10.  | Darren Turner       | 25     |
| …    | …                   | ...    |

| Pos. | Fahrer              | Punkte |
| ---- | ------------------- | ------ |
| 7.   | Marc Lieb           | 39     |
| 7.   | Richard Lietz       | 39     |
| 7.   | Patrick Pilet       | 39     |
| 7.   | Peter Dumbreck      | 39     |
| 7.   | Steven Kane         | 39     |
| 8.   | Nicky Catsburg      | 31     |
| 8.   | Henri Moser         | 31     |
| 8.   | Markus Palttala     | 31     |
| 9.   | Lucas Luhr          | 27     |
| 10.  | Frédéric Makowiecki | 25     |
| 10.  | Stefan Mücke        | 25     |
| 10.  | Darren Turner       | 25     |
| …    | …                   | ...    |

#### Pro-Am-Wertung
| Pos. | Fahrer             | Punkte |
| ---- | ------------------ | ------ |
| 1.   | Lucas Ordoñez      | 66     |
| 2.   | Kirill Ladygin     | 63     |
| 2.   | Victor Shaitar     | 63     |
| 3.   | Peter Pyzera       | 62     |
| 4.   | Alex Buncombe      | 53     |
| 5.   | Andrea Bertolini   | 50     |
| 5.   | Niek Hommerson     | 50     |
| 5.   | Louis Machiels     | 50     |
| 6.   | Adam Christodoulou | 50     |
| 6.   | Klaas Hummel       | 50     |
| 6.   | Steve Jans         | 50     |

| Pos. | Fahrer            | Punkte |
| ---- | ----------------- | ------ |
| 7.   | Ludovic Badey     | 42     |
| 7.   | Henry Hassid      | 42     |
| 8.   | David Dermont     | 40     |
| 8.   | Frédéric Vervisch | 40     |
| 9.   | Wolfgang Reip     | 37     |
| 10.  | Michela Cerruti   | 36     |
| 10.  | Stefano Comandini | 36     |
| …    | …                 | ...    |

| Pos. | Fahrer            | Punkte |
| ---- | ----------------- | ------ |
| 7.   | Ludovic Badey     | 42     |
| 7.   | Henry Hassid      | 42     |
| 8.   | David Dermont     | 40     |
| 8.   | Frédéric Vervisch | 40     |
| 9.   | Wolfgang Reip     | 37     |
| 10.  | Michela Cerruti   | 36     |
| 10.  | Stefano Comandini | 36     |
| …    | …                 | ...    |

#### Gentlemen’s Trophy
| Pos. | Fahrer               | Punkte |
| ---- | -------------------- | ------ |
| 1.   | Jean-Luc Beaubélique | 112    |
| 1.   | Jean-Luc Blanchemain | 112    |
| 1.   | Patrice Goueslard    | 112    |
| 2.   | Leonardo Gorini      | 60     |
| 3.   | Beniamino Caccia     | 56     |
| 4.   | Romain Brandela      | 52     |
| 5.   | Bruce Lorgeré-Roux   | 51     |
| 6.   | Fred Bouvy           | 49     |

| Pos. | Fahrer           | Punkte |
| ---- | ---------------- | ------ |
| 7.   | Paolo Andreasi   | 45     |
| 7.   | Pablo Paladino   | 45     |
| 8.   | Filipe Barreiros | 40     |
| 8.   | Francisco Guedes | 40     |
| 9.   | Justino Azcarate | 39     |
| 10.  | Thierry Prignaud | 20     |
| …    | …                | ...    |

| Pos. | Fahrer           | Punkte |
| ---- | ---------------- | ------ |
| 7.   | Paolo Andreasi   | 45     |
| 7.   | Pablo Paladino   | 45     |
| 8.   | Filipe Barreiros | 40     |
| 8.   | Francisco Guedes | 40     |
| 9.   | Justino Azcarate | 39     |
| 10.  | Thierry Prignaud | 20     |
| …    | …                | ...    |